# Muriel Spark
Dame Muriel Spark, née le 1er février 1918 à Édimbourg et morte le 13 avril 2006 à Florence, est une romancière britannique.

## Biographie
Née Muriel Sarah Camberg à Édimbourg, en Écosse, de père juif et de mère anglicane, elle fait ses études à la James Gillespie's High School for Girls. En 1938, elle épouse Sidney Oswald Spark et le suit en Rhodésie (aujourd'hui Zimbabwe). Ils ont un fils, nommé Robin, mais le mariage s’avère désastreux et Muriel Spark retourne en Grande-Bretagne en 1944.
Elle commence à écrire sérieusement après la guerre, sous son nom d’épouse, d’abord de la poésie et de la critique littéraire. En 1947, elle devient rédactrice de la Poetry Review. En 1954, elle décide de rejoindre l’Église catholique, événement qu’elle considère comme crucial dans son évolution vers l’écriture romanesque,.
Son premier roman, The Comforters, est publié en 1957 et rencontre un certain succès, mais c’est The Prime of Miss Jean Brodie (Le Bel âge de Miss Brodie) qui la fait surtout connaître en 1961. Ce roman, qui se déroule principalement à Édimbourg dans les années trente, est centré sur une institutrice écossaise aux méthodes éducatives alternatives. Elle s'inspire pour le personnage de l'une de ses professeurs de la James Gillespie's High School. Jean Brodie choisit dans sa classe un groupe d'écolières dont elle entend faire, selon son leitmotiv, «la crème de la crème». Faisant fi du programme, elle leur parle de ses voyages, de ses expériences artistiques et amoureuses, ainsi que de son admiration pour tous les régimes fascistes. Elle leur fait partager de plus en plus sa vie privée, y compris sentimentale. Mais les filles grandissent et s'éloignent (l'une d'elles finissant même par trahir Jean Brodie), tout en gardant l'empreinte de la formation particulière de leur institutrice.
L’originalité de sujet et de ton de Muriel Spark sont évidents dès ses débuts, avec de fréquents recours aux sauts en avant (des flashforwards évoquant par exemple le destin des protagonistes), aux leitmotivs et au mélange de discussions réelles et imaginées. Sir Frank Kermode définit ainsi le thème central de ses romans : « pourquoi le mal existe dans un monde créé par un Dieu de bonté ? ».
Elle quitte ensuite la Grande-Bretagne. « Je ne pouvais plus travailler en Grande-Bretagne, j'étais trop sollicitée, je n'avais plus le temps », explique-t-elle.
Après avoir vécu pendant quelques années à New York, elle s’installe  en Italie, dans le village toscan de Civitella della Chiana, dont elle a été faite citoyen d’honneur en 2005.
Elle a reçu aux États-Unis le prix « Ingersoll Foundation TS Eliot Award » in 1992 et le « British Literature Prize » en 1997. En 1993 elle a été anoblie avec le titre de Dame de l'Ordre de l'Empire britannique.
La Bibliothèque nationale d'Écosse lui consacre actuellement une place importante sur son site internet. On y trouve en particulier des extraits de ses nombreuses archives personnelles, fabuleux voyage dans l'histoire du vingtième siècle.
Un prix littéraire a été créé en son honneur en 2004 par le Scottish Arts Council, le Muriel Spark International Fellowship ; il a été attribué pour la première fois en mars 2005 à la romancière canadienne Margaret Atwood.
Elle est morte en avril 2006 à Florence en Toscane,, laissant un roman inachevé.

## Œuvres (liste non exhaustive)
- Les Consolateurs - 1991 (The Comforters - 1957)[8]
- Robinson - 1994 (Robinson - 1958)
- Memento Mori - 1993 (Memento Mori - 1959)
- Les Célibataires - 1987 (The Bachelors - 1960)
- L'Ingénieur culturel - 1990 (The Ballad of Peckham Rye - 1960)
- Le Bel âge de Miss Brodie - 1986 (The Prime of Miss Jean Brodie - 1961)
- Les Demoiselles de petite fortune - 1986 (The Girls of Slender Means - 1963)
- La Porte Mandelbaum - 1968 (The Mandelbaum Gate - 1965) (James Tait Black Memorial Prize)
- L'Image publique - 1997 (The Public Image - 1968)
- La Place du conducteur - 1985 (The Driver's Seat - 1970)
- Ne pas déranger - 1986 (Not to Disturb - 1971)
- Une serre sur l'East River - 1986 (The Hothouse by the East River - 1973)
- L'Abbesse de Crewe - 1992 (The Abbess of Crewe - 1974)
- L'Appropriation - 1988 (The Takeover - 1976)
- Droits territoriaux - 1996 (Territorial Rights - 1979)
- Intentions suspectes - 1983 (Loitering with Intent - 1981)
- Pan ! Pan ! tu es morte (nouvelles) - 1987 (Bang-bang You're Dead - 1982)
- Portobello Road (nouvelles) - 2003
- L'Unique Problème - 1985 (The Only Problem - 1984)
- Le Pisseur de copie (également paru sous le titre : À cent lieues de Kensington) - 1989 (A Far Cry From Kensington - 1988)
- Le Banquet - 1991 (Symposium - 1990)[8],[4]
- Curriculum vitæ, autobiographie - 1994 (Curriculum vitæ - 1992)
- Rêves et Réalité - 1997 (Reality and Dreams - 1996)
- Ouvert au public (nouvelles) - 1999 (Open to the public - 1997)
- Complices et Comparses - 2002 (Aiding and Abetting - 2000)[9],[10]
- À bonne école - 2005 (The Finishing School - 2004)
- Mary Shelley, la mère de Frankenstein - 1989 (Mary Shelley)

Muriel Spark a également publié des recueils de poèmes.

## Distinctions

### Prix
- 1965 : Prix James Tait Black pour The Mandelbaum Gate (en)
- 1987 : Prix Bram-Stoker dans la catégorie Non-fiction pour Mary Shelley
- 1997 : Prix David Cohen (en)
- 1998 : Golden PEN Award (en) [11]
- 2010 : Lost Man Booker Prize (en), à titre posthume pour son roman de 1970 The Driver's Seat (en)[12]

### Honneurs
- Fellow de la Royal Society of Literature
- Docteur honoris causa de l'université Heriot-Watt en 1995[13]
- Docteure honoris causa de l'American University of Paris en 2005
- Docteure honoris causa de l'université d'Aberdeen
- Docteure honoris causa de l'université de Londres
- Docteure honoris causa de l'université d'Édimbourg
- Docteure honoris causa de l'université d'Oxford
- Docteure honoris causa de l'université de St Andrews
- Docteure honoris causa de l'université de Strathclyde
- En 2008, The Times place Muriel Spark à la 8ème position des "50 meilleurs écrivain depuis 1945"[14].

### Décorations
- Ordre de l'Empire britannique à titre civil Elle est faite officière en 1967, avant d'être anoblie par la Reine Élisabeth II, avec le titre de Dame Commandeure (DBE) en 1993 pour ses services dans le domaine de la littérature.
- Commandeure de l'ordre des Arts et des Lettres Elle est faite commandeure le 15 février 1996[15].